# Surju
Surju (deutsch: Surri) ist eine ehemalige estnische Landgemeinde im Kreis Pärnu mit einer Fläche von 357,9 km². Sie wurde erstmals 1544 urkundlich erwähnt. Seit 2017 ist Surju Teil der Landgemeinde Saarde.
Surju lag 24 km von Pärnu entfernt und hatte 1015 Einwohner (Stand: 1. Januar 2006). Neben dem Hauptort Surju umfasste sie die Dörfer Metsaääre, Jaamaküla, Lähkma, Saunametsa, Kikepera, Kalda, Ristiküla, Kõveri, Ilvese und Rabaküla. 78 % der Fläche waren von Wäldern bedeckt.
Partnergemeinde von Surju ist Rusko in Finnland (seit 1996).